# Magic Control
《Magic Control》為韓國TV朝鮮于2017年开播的綜藝節目，由金載沅、趙賢宇（Charming Choi）主持，而邀請嘉賓金東炫、鄭詩雅、惠晶、澯美等人一同見證並探究魔術的神奇與奧妙。

## 外部連結
- 官方網站
- 官方Facebook （页面存档备份，存于）
- 官方Instagram （页面存档备份，存于）
- Daum上《Magic Control》的資料